# Elacatis lugubris
Elacatis lugubris är en skalbaggsart som först beskrevs av Horn 1868.  Elacatis lugubris ingår i släktet Elacatis och familjen trädbasbaggar. Inga underarter finns listade i Catalogue of Life.